# 豊州 (内モンゴル自治区)
豊州（豐州、ほうしゅう）は、中国にかつて存在した州。隋代から明代にかけて、現在の内モンゴル自治区バヤンノール市南部に設置された。

## 隋代
585年（開皇5年）、隋により豊州が置かれた。九原県と永豊県が新設され、豊州の管轄下に入った。591年（開皇11年）、安化県が新設され、豊州の管轄下に入った。607年（大業3年）に州が廃止されて郡が置かれると、豊州は五原郡と改称され、下部に3県を管轄した。隋代の行政区分に関しては下表を参照。
| 州 | 豊州          | 郡 | 五原郡               |
| 県 | 九原県 永豊県 | 県 | 九原県 永豊県 安化県 |

## 唐代
630年（貞観4年）、唐が東突厥を滅ぼすと、下部に県を管轄しない豊州都督府が置かれた。637年（貞観11年）、豊州都督府は廃止され、その地は霊州に編入された。649年（貞観23年）、再び豊州が置かれた。742年（天宝元年）、豊州は九原郡と改称された。758年（乾元元年）、九原郡は豊州の称にもどされた。豊州は関内道に属し、九原・永豊の2県を管轄した。
| 州 | 豊州都督府 | 豊州          | 九原郡        | 豊州          |
| 県 | 無         | 九原県 永豊県 | 九原県 永豊県 | 九原県 永豊県 |
| 軍 | -          | -             | -             | 天徳軍        |

## 宋代
911年（乾化元年）、五代の後梁により豊州は天徳軍と改められた。920年（神冊5年）、契丹の耶律阿保機により天徳軍は攻め落とされ、応天軍と改称された。まもなく再び豊州の称にもどされた。豊州は西京道に属し、富民・振武の2県を管轄した。
1041年（慶暦元年）、李元昊が豊州を攻め落とした。1062年（嘉祐7年）、北宋が府州の蘿泊川掌の地に豊州を再建した。豊州は河東路に属し、永安・保寧の2鎮を管轄した。
金のとき、豊州は西京路に属し、富民県と振武鎮を管轄した。

## 元代
元のとき、豊州は大同路に属した。

## 明代
洪武年間、明により豊州は廃止された。1426年（宣徳元年）、再び豊州が置かれた。正統年間に豊州は廃止された。